# استلکو
استلکو (انگلیسی: Stelco) شرکت فولاد کانادایی است، که در سال ۱۹۱۰ تأسیس شد.